# Quảng trường 19-8

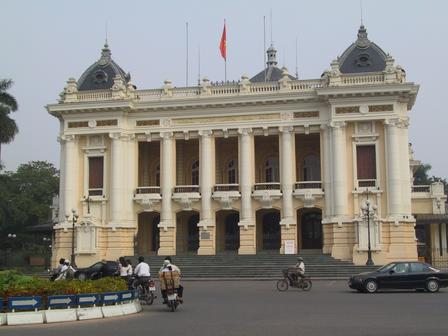
de Opera van Hanoi op het plein

Quảng trường 19-8 of Quảng trường Cách mạng tháng Tám (Nederlands: 19 augustusplein of Plein van de augustusrevolutie) is een plein in de Vietnamese hoofdstad Hanoi. Het plein bevindt zich in quận Hoàn Kiếm
De naam van het plein verwijst naar de start van de augustusrevolutie, die begon op 19 augustus 1945. Later, op 2 september, zou Hồ Chí Minh op het Quảng trường Ba Đình de onafhankelijkheidsverklaring voorlezen, waardoor Democratische Republiek van Vietnam zich onafhankelijk verklaarde van de Unie van Indochina.
Op het plein staat ook de Opera van Hanoi. In de Franse tijd, heette het plein Operaplein.